# Gesetz über die Eisenbahn-Unternehmungen
Das Gesetz über die Eisenbahn-Unternehmungen, kurz Preußisches Eisenbahngesetz (prEG) genannt, wurde in Preußen am 3. November 1838 von Friedrich Wilhelm III. erlassen. Das Gesetz entstand, als um 1836 für die Berlin-Potsdamer Eisenbahn um die königliche Genehmigung nachgesucht wurde. Es war nach den bayerischen „Fundamentalbestimmungen für sämtliche Eisenbahnstatuten in Bayern“ vom 28. September 1836 – siehe München-Augsburger Eisenbahn-Gesellschaft – das zweite deutsche Eisenbahngesetz.
Paragraph 1 des Gesetzes sieht die Bildung von Eisenbahngesellschaften als private Aktiengesellschaften vor, wobei nach § 3 die Gesellschaft erst nach Genehmigung ihres Status als Aktiengesellschaft bestätigt wird. Laut § 1 ist beim Handelsministerium der Antrag einzureichen, und § 4 legt das Handelsministerium als Genehmigungsbehörde fest.

## Vorschriften
Die Paragraphen 1, 2 und 6 regeln die Aufbringung und Mindestanforderungen an das nachzuweisende Aktienkapital der Gesellschaft.
Die Paragraphen 7 bis 19 regeln den für die Errichtung der Bahnstrecke nötigen Grunderwerb, der auch per Enteignung geschehen kann.
Nach § 21 muss die Gesellschaft den Bau der Bahn innerhalb der gegebenen Fristen durchführen, andernfalls kann die Anlage zwangsversteigert werden. Eine Zwangsversteigerung kann nach § 47 auch angeordnet, wenn die Bahngesellschaft „wenn diese eine der allgemeinen oder besonderen Bedingungen“ im Betrieb „nicht erfüllt, und eine Aufforderung zur Erfüllung [...] ohne Erfolg bleibt.“
Paragraphen 26 bis 35 regeln den Zugang von anderen Transportunternehmen zu der Bahnanlage, die die Bahngesellschaft nach dem Ablauf von 3 Jahren ab Betriebsaufnahme gestatten muss.
Paragraph 36 überlässt der Bahngesellschaft das staatliche Postmonopol für die betriebenen Verbindungen, verpflichtet sie aber auch zur unentgeltlichen Beförderung „derjenigen Briefe, Gelder, und aller dem Postzwange unterworfenen Güter“ sowie von Personen, die von der staatlichen Post der Bahngesellschaft überwiesen werden, sowie die Einstellung von Postwagen in die Züge der Bahn.
Laut § 38 sind die Bahngesellschaften von der Gewerbesteuer befreit, müssen jedoch eine Abgabe zahlen.
Innerhalb von 30 Jahren nach Betriebsaufnahme soll die Errichtung von konkurrierenden Bahnen „neben der ersten in gleicher Richtung auf dieselben Orte mit Berührung derselben Hauptpunkte“ nicht zugelassen werden (§ 44), jedoch muss jede Bahngesellschaft den Anschluss von anderen Bahnen an ihre Anlagen zulassen (§ 45).
Der Staat behielt sich in § 42 vor, die Gesellschaft nach Ablauf von 30 Jahren ab Betriebsaufnahme aufzukaufen, und ermöglichte so die Entstehung der Preußischen Staatseisenbahnen.

## Ziele und Folgen
Das Gesetz bzw. einzelne jeweils passende Bestimmungen darin wurden später vor allem von dem Handelsminister August von der Heydt dazu benutzt, einzelne Bahnen zur Hinnahme von staatlichen Vorgaben bis hin zur vollständigen Übergabe der Verwaltung an Beamte des Handelsministeriums zu zwingen.
Mit dem Preußischen Kleinbahngesetz von 1892 wurde ein zusätzliches Gesetz mit speziellem Geltungsbereich geschaffen.
In Berlin ist das Gesetz über die Eisenbahn-Unternehmungen weiterhin in Kraft in der Funktion eines Landeseisenbahngesetzes. Viele Bestimmungen sind aber auf Grund anders lautender Regelungen auf Bundesebene obsolet.

## Nachfolge-Gesetze
Ein vergleichbarer Nachfolger des preußischen Eisenbahngesetzes wurde nach dem Ersten Weltkrieg zunächst die Reichsverfassung, in der die Bestimmungen für die zu schaffenden Reichseisenbahnen in den Artikeln 89 bis 96 niedergelegt waren, später das Gesetz über die Deutsche Reichsbahn-Gesellschaft (Reichsbahngesetz) vom 30. August 1924.
Nach dem Zweiten Weltkrieg und dem Ende der Deutschen Reichsbahn wurde in der Bundesrepublik Deutschland das Allgemeine Eisenbahngesetz von 1951 (AEG) verfasst. Eine Neufassung dieses Gesetzes wurde am 1. Januar 1994 in Kraft gesetzt.

## Weblink
- Text vom "Gesetz über die Eisenbahn-Unternehmungen". Vom 3. November 1838.